# Jawa 350/634
V roce 1973 představila továrna Jawa z Týnce nad Sázavou motocykl Jawa 350 typ 634. Motocykl byl vyráběný v letech 1973–1984.

## Popis
Motor byl převzat s menšími úpravami z předchozích typů Jawa 350. Byl to léty osvědčený, i když trochu zastaralý dvoudobý vzduchem chlazený dvouválec o zdvihovém objemu 343,5 cm³. Tento motor byl zpočátku vyráběn bez odděleného mazání (Jawa – Oilmaster), takže se olej musel přilévat a míchat přímo do paliva.
Ostatní části motoru nebyly nijak zvláště změněny. Spojka zůstala stejná jako u předchozích modelů, pouze obložení třecích lamel bylo zhotoveno z odolnějšího materiálu – výrobku n. p. Osinek. Dále byla konstrukčními i technologickými úpravami zvýšena životnost převodovky.
Další, a to zásadní změny doznal karburátor, do kterého byla vložena jiná hlavní tryska, a též zde bylo nové seřízení karburátoru. Jednalo se o karburátor typ Jikov SBDB 2926.
Také podvozek doznal u Jawy 350/634 mnoha změn. Zcela změněn byl rám se zadní vidlicí. Je uzavřený a ze tří čtvrtin dvojitý. Byla to osvědčená konstrukce převzatá z rámů úspěšných soutěžních motocyklů Jawa a je chráněna čs. patentem. Přední vidlice byla celá převzata z dřívějších typů, výkovek spodního nosníku se však vyznačuje zvýšenou tuhostí.
Palivová nádrž byla zcela nová se zvětšeným objemem 16,2 litrů. Sedlo je dvojité, anatomicky tvarované, uzamykatelné. Po sejmutí sedla je ve střední části podsedlového prostoru umístěn akumulátor a další příslušenství s výbavou. V pravé části schránky je uloženo nářadí, levá část je pro volná uložení náhradní duše a jinou nutnou výbavu.
Tento motocykl počítal se stokilometrovou rychlostí a byl ji schopen bezpečně udržovat. Svými jízdními vlastnostmi si dokázal poradit i s tím nejhorším povrchem silnic a cest.
Mezi kladné vlastnosti motocyklu patří zejména tuhý rám, velmi dobré jízdní vlastnosti, jisté vedení stopy i v zatáčkách, přirozená poloha jezdce i spolujezdce, dostatečný objem palivové nádrže, snadná údržba, solidní stavba a zpracování, bohatá výbava a zcela krytý sekundární řetěz. Naopak k záporným vlastnostem patří poměrně vysoká hmotnost, celkově vysoká stavba, měkká přední vidlice (často doráží), velmi špatný přístup k maticím utahujícím stupačky, obtížné stavení na centrální stojan, úzké sedlo, průměrná účinnost brzd a malá tuhost rámu v podsedadlové části.
Roku 1981 dostál model 634-7 největších změn, přibyl otáčkoměr a pozměněny byly především palivová nádrž, světla, řídítka s páčkami, prachovka u přední vidlice, karburátor a výfuky. Tyto změny přispěly k mírnému snížení vibrací, hluku a spotřeby. Tento novější typ 634-7 proslavila postava Venci Konopníka ve filmech Slunce, seno, jahody a Slunce, seno a pár facek. U modelu 1982 došlo ke zvětšení nádrže na 17 litrů a přesunu upevnění odrazek.

## Technické parametry
| Mazání            | směsí 1:30                       |
| Zapalování        | dynamoakumulátorové, dynamo 75 W |
| Spojka            | třecí lamela v olejové lázni     |
| Řazení            | nožní, pákou                     |
| Hmotnost          | 155 kg                           |
| Objem pal. nádrže | 16,2 l                           |
| Max. rychlost     | 110–120 km/hod                   |
| Max. stoupavost   | 53 %                             |

## Varianty
- Jawa 634-4 (1973–1977)
- Jawa 634-5 (1975–1980)
- Jawa 634-6 (1975–1980)
- Jawa 634-8 (1977–1980)
- Jawa 634-7 (1981–1984)

## Nástupci
V roce 1984 byl uveden do sériové výroby modernizovaný motocykl Jawa 350/638. Tento model navazoval na osvědčený typ 634, který se těšil velké oblibě v mnoha zemích světa.
Typ 350/638 byl koncem v roce 1984 let dočasně nahrazen modelem Jawa 350/632. První série motorů 638 trpěly vysokou poruchovostí, a 638 byla v produkci nahrazena modelem 632, který měl osazený osvědčený motor 634, ovšem upravený pro použití 12V alternátoru PAL. Jawa Jawa 350/639 byla totožná s modelem 638, měla z důvodu hlukových norem snížený výkon motoru na 14,7 kW při 5250 ot./min. Po vyřešení problémů se sériovou výrobou motoru 638 se Jawa 638 vyráběla paralelně s modelem 639. Oproti 638 měl typ 639 již přední kotoučovou brzdu.
Počátkem devadesátých započala výroba další modelové řady a to Jawa 350/640. Tento typ byl konstrukčně prakticky totožný s modelem 638, ale poměrně výrazných změn se dočkal vzhled motocyklu. Téměř rovná horizontální linie byla nahrazena ladnější křivkou, motocykl také dostal novou přední masku s obdélníkovým světlometem a do celkové výbavy přibyly atraktivnější metalízové laky. Od samého začátku výroby měl nový model přední kotoučovou brzdu.

## Jawa 350/640 Retro 634
Jawa do roku 2024 vyráběla motocykl, který je designem velmi podobný původnímu z přelomu 70. a 80. let, Jawa 350/640 Retro 634. Vzhledově se jedná o motocykl 634 s technikou pro 640, disponuje tedy motorem vzniklým pro 638 a kotoučovou brzdou vzniklou pro model 639. Motocykl má digitální budíky a indikátory změny směru jízdy již nejsou kulaté, ale moderní z čirého skla. Ročně Jawa prodala v ČR asi 30 těchto motocyklů. Motocykl byl prodáván jako soubor náhradních dílů. Kupec tudíž musel mít platný technický průkaz na jeden z typů 362 Californian, 633 Bizon, 634, 638, 639 nebo 640. Kupec obdržel certifikát o výměně motoru a dosazení přední kotoučové brzdy. Na základě tohoto certifikátu je mu na příslušném úřadě do starého TP zapsán nový VIN motoru.
Motor má oproti původní motorce zvýšený kompresní poměr z 9,2:1 na 9,8:1. Sedlo je o 10 mm vyšší a nádrž se zvýšila o 1 litr. Výkon je 17 kW při 5 250 ot./min a kroutící moment 32 Nm pri 4 750 ot./min.
Kromě vzhledu typu 634 se ''nová'' Jawa 350 vyráběla též se vzhledem modelu 640. Ten je označen jako Style. Ten se nabízel ještě v provedení Military-Style.
Základní cena pro model 634 Retro byla 78 900 Kč. Výrobce nabízel za příplatek 5280,– elektrický startér, za 2400,– zadní nosič s kufrem za 1800,– a též padací rám za 1025,–.

## Fotogalerie

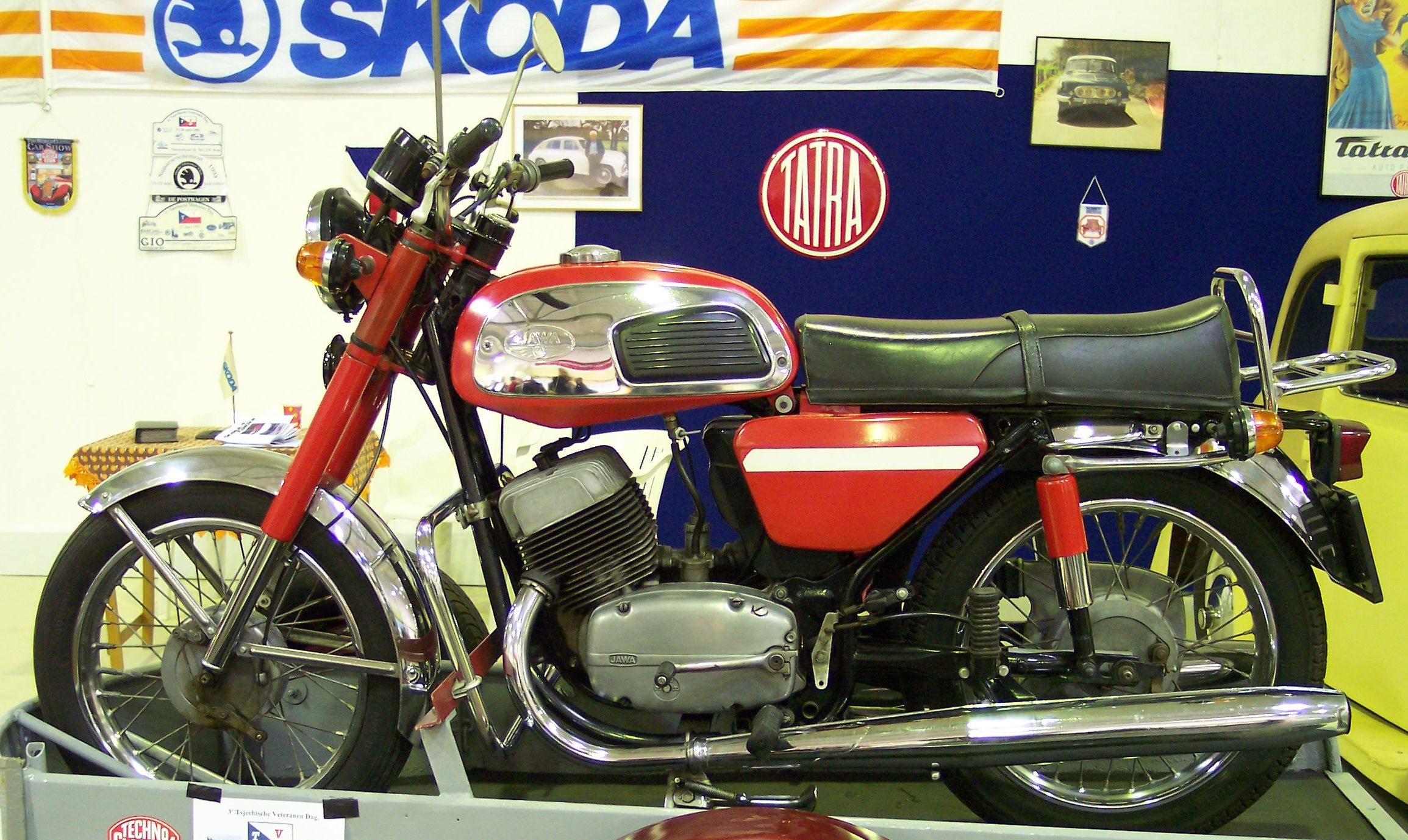
Jawa 350/634
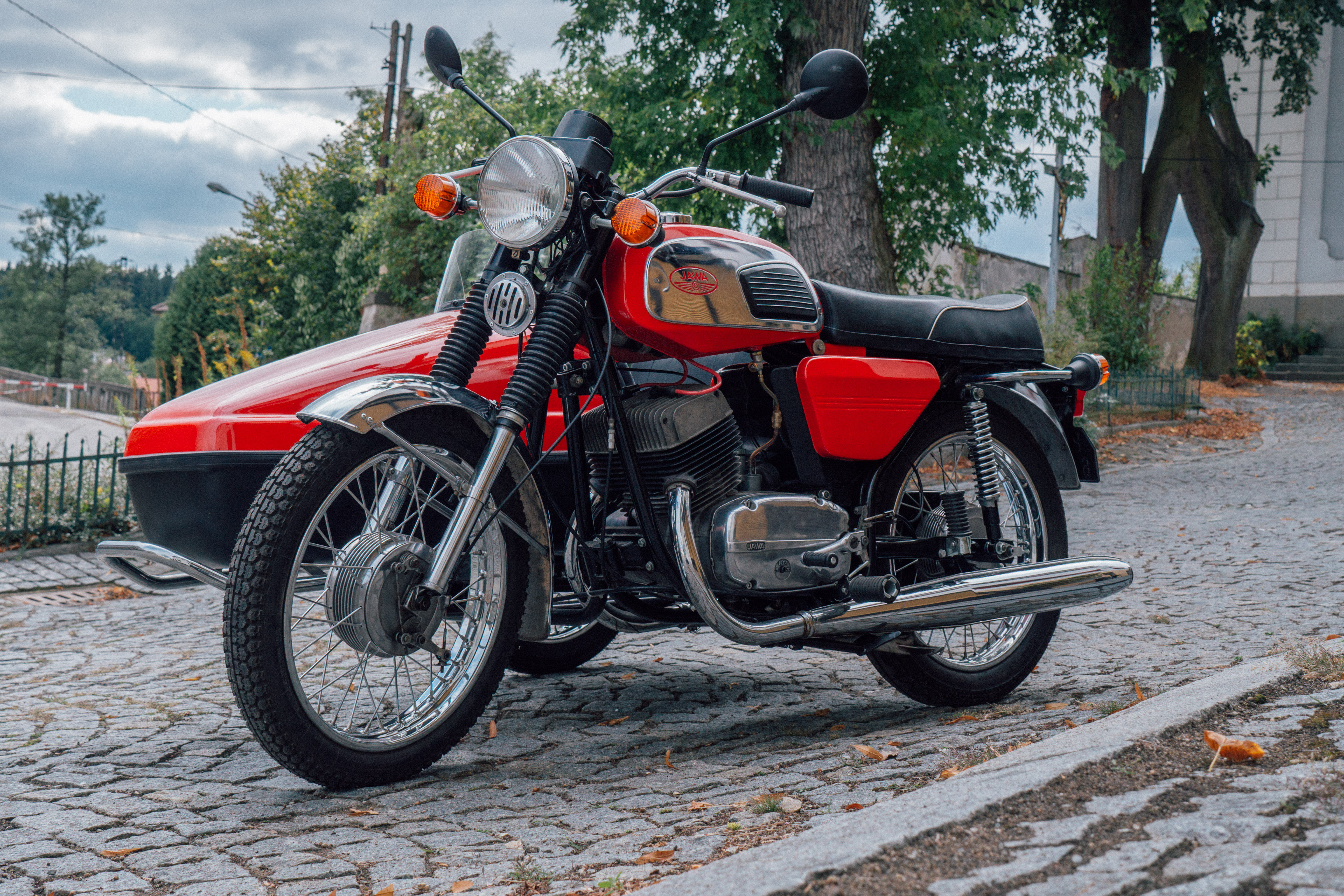
Jawa 350/634 v Jižních Čechách
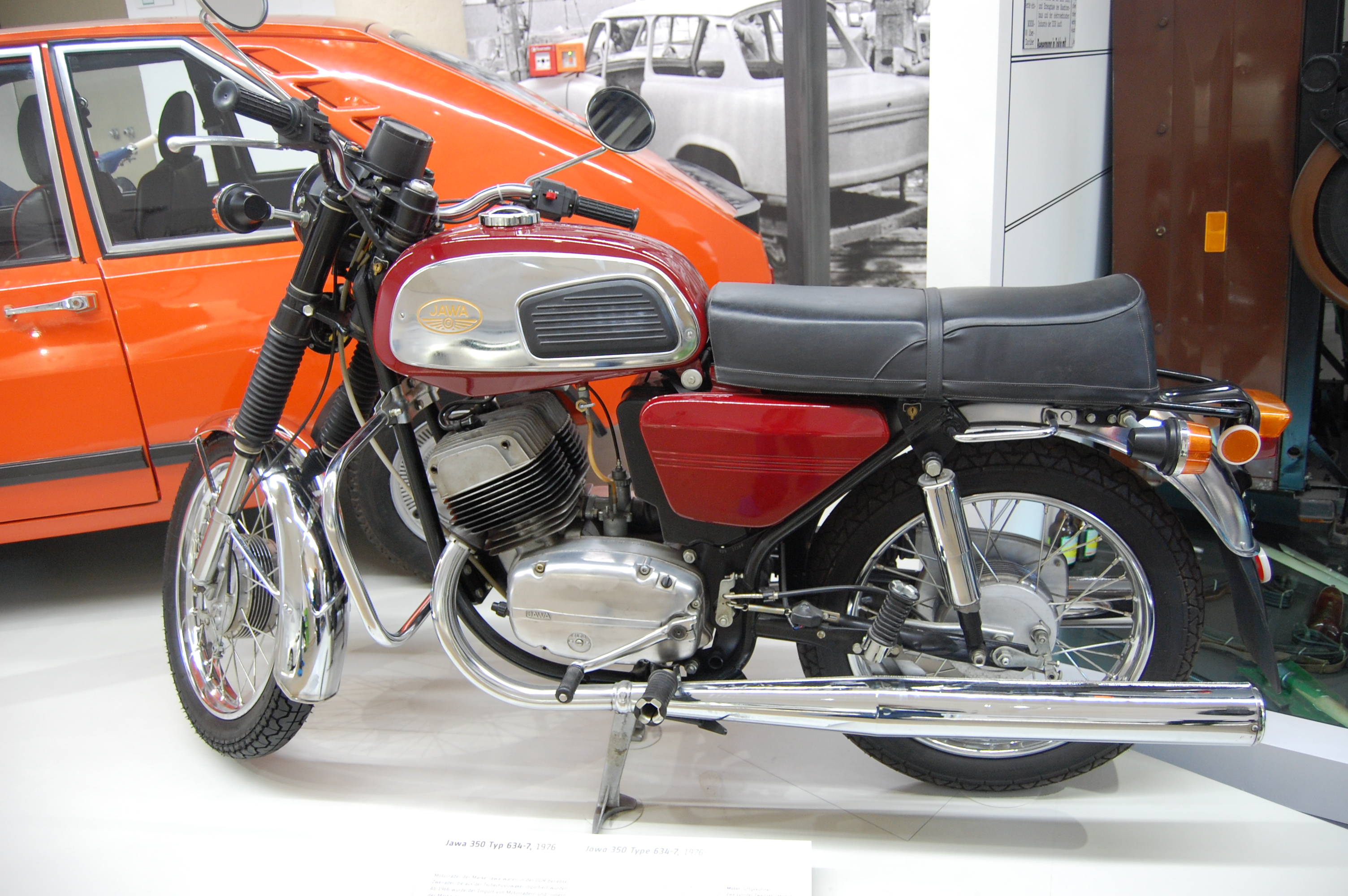
Jawa 350/634 v Drážďanech
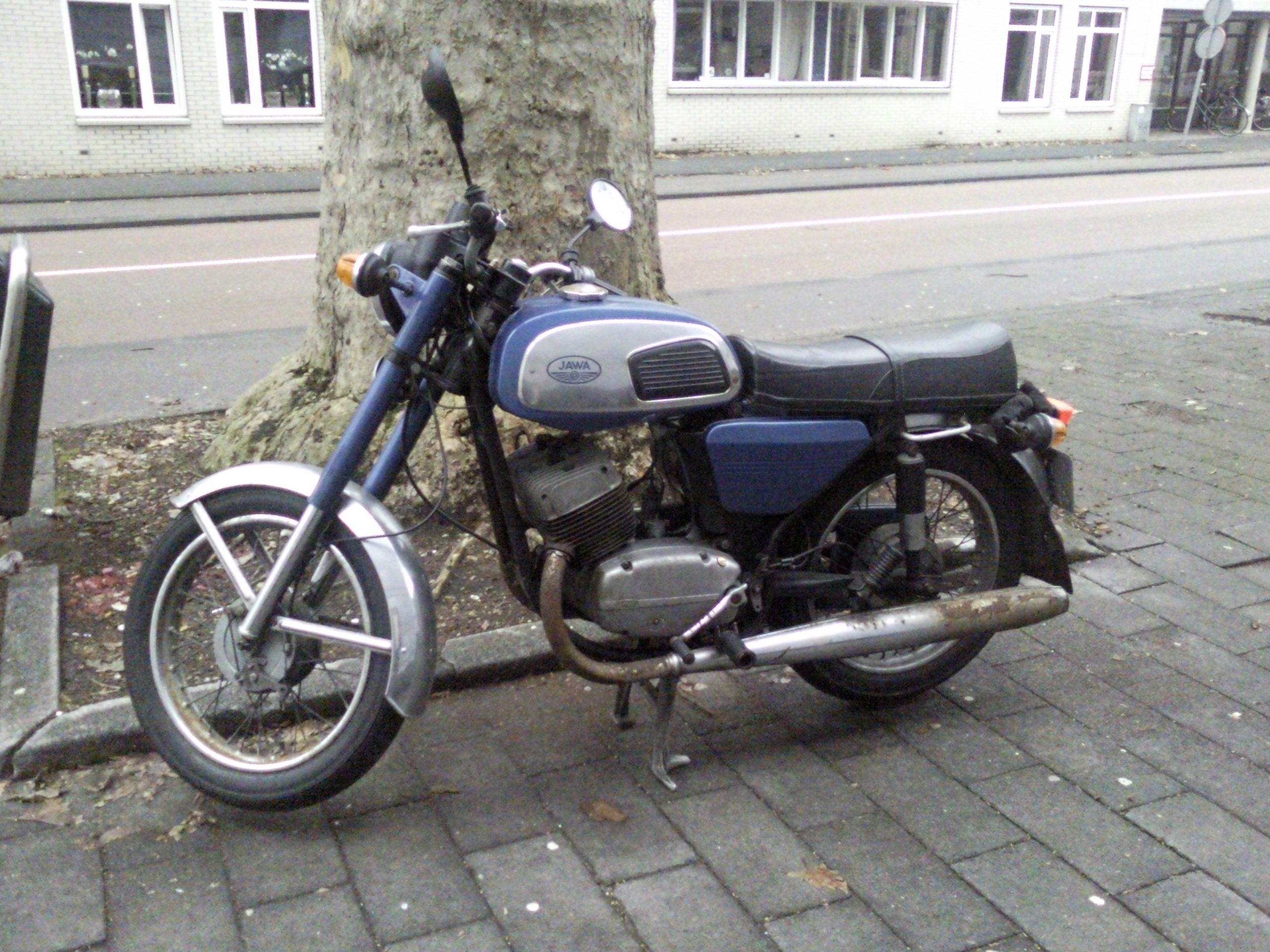
Jawa 350/634 v Nizozemsku
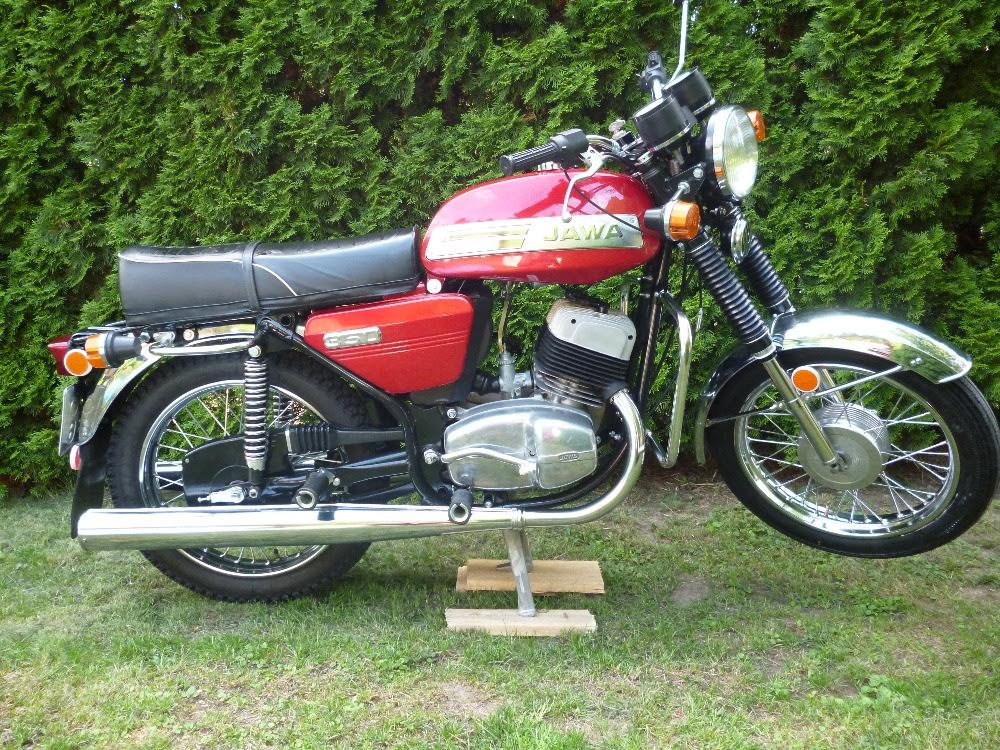
Jawa 350/634-7-02 (od roku 1981)